# Combate del Bocage
Con el nombre de combate del bocage o batalla de los setos se conoce a los combates mantenidos entre las fuerzas estadounidenses procedentes de las cabezas de playa de Normandía y las fuerzas alemanas defensoras que tuvieron lugar entre los meses de junio y agosto de 1944 en la zona comprendida entre la villa de Caumont y la península de Cotentin.
La ofensiva aliada encontró en el bocage una fuerte defensa alemana, retrasando su avance. Los alemanes perdieron en la defensa más de 100.000 hombres que fueron incapaces de reemplazar, mientras que los estadounidenses se vieron obligados a solicitar 25.000 hombres extra a mediados de julio.

## Contexto
La Operación Overlord consistía en dos fases: la primera era establecer y afianzar unas cabezas de playa en Normandía. La segunda, expandir el terreno conquistado con el fin de establecer un área amplia en la que desembarcar la gran cantidad de tropas y suministros necesarios para la guerra en Europa.
El Primer Ejército estadounidense era el responsable de las operaciones entre Cherburgo y Caumont. El ala izquierda de las fuerzas aliadas era responsabilidad del Segundo Ejército británico.
El objetivo más importante de los estadounidenses era la ciudad de Cherburgo con sus instalaciones portuarias, vitales para el abastecimiento de los ejércitos aliados. Así, el general Bradley empleó casi todos sus suministros en abastecer las tropas al mando del general de división J. Lawton Collins que tomaron la ciudad el 26 de junio. El resto del ejército se destinó a afianzar las posiciones en las playas.
Una vez aseguradas las cabezas de playa de Normandía, el Primer Ejército estadounidense se dispuso a una ofensiva completa contra el Séptimo Ejército alemán con el fin de aliviar la presión sobre los británicos. La ofensiva se programó para el 1 de julio.

### El terreno
Las unidades británicas que progresaban desde las playas de Normandía encontraron zonas de pastos y sembrados, de terreno seco y firme, que permitieron el rápido avance británico. Por el contrario, los estadounidenses hallaron zonas irregulares y pantanosas que hacían casi imposible el avance. Tan solo el flanco derecho estadounidense presentaba un relieve relativamente fácil. A quince kilómetros de la costa, los estadounidenses hallaron una meseta elevada unos 200 m sobre el nivel del mar, compartimentada por medio de bocages.
Los bocages consistían en zonas rectangulares de terreno de una longitud entre 200 y 400 metros de lado, rodeados por setos de hasta 3 metros de altura consistentes en raíces, piedras y tierra. Siguiendo las órdenes de Rommel para defenderse ante la inminente invasión aliada, aquellos bocages susceptibles de poder ser utilizados para el aterrizaje de planeadores o como zona de aterrizaje de paracaidistas habían sido minados o sembrados de trampas como estacas clavadas en el suelo (llamadas espárragos de Rommel). Otros habían sido reforzados con fortificaciones, alambre, zanjas y toda clase de defensas artificiales.

## El combate

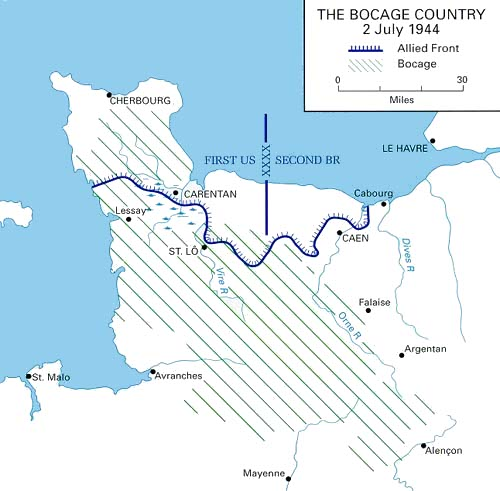
Localización de las zonas de bocage (en el contexto de la Operación Overlord).

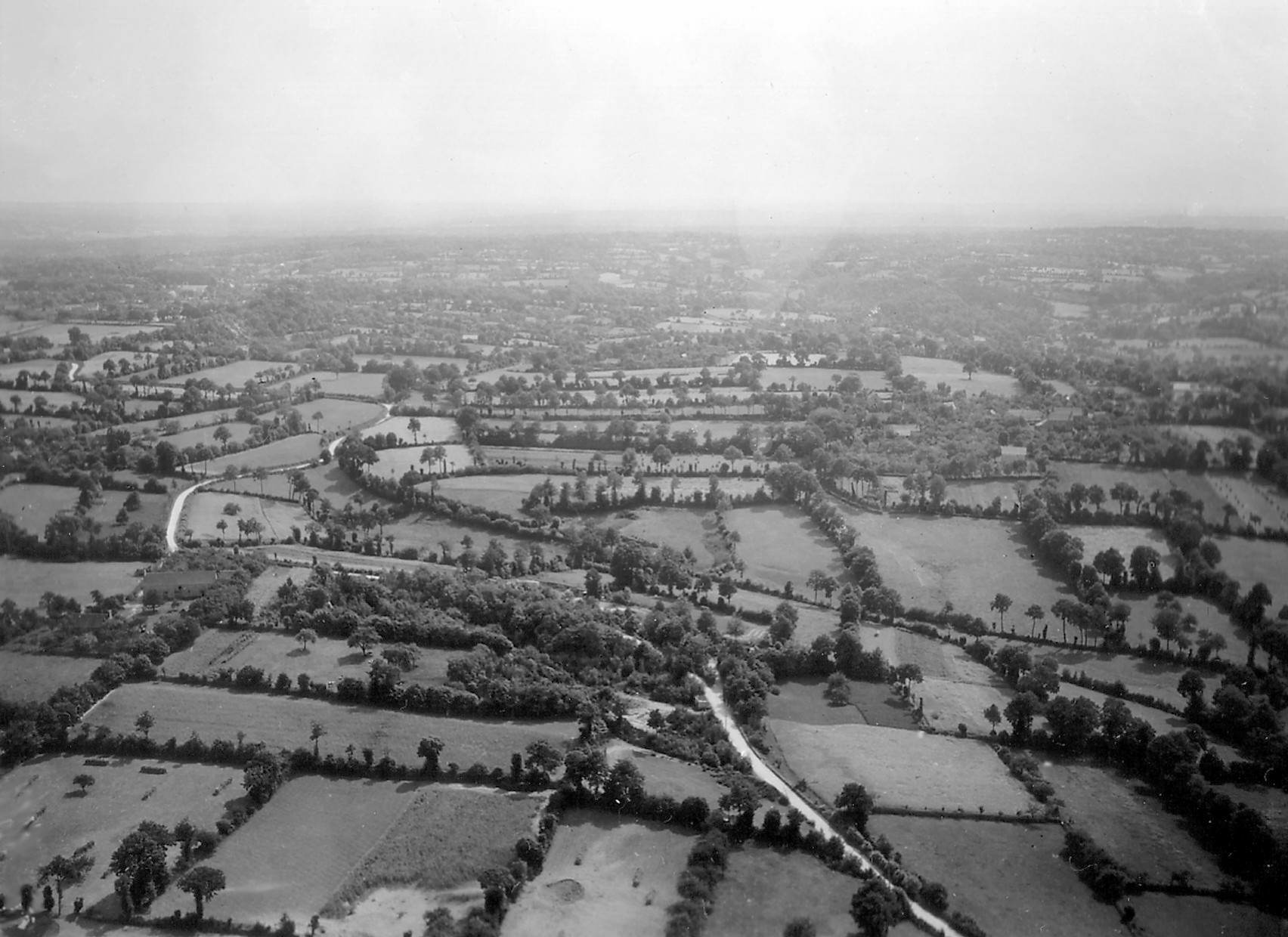
Vista aérea del paisaje de Bocage en Normandía, Cotentin, 1945.

Ambos ejércitos quedaron enmarañados en un combate de desgaste que se libró en un cinturón de densos campos de manzanos y pequeños prados, entrecruzados por una red de setos situados sobre bancales de tierra que ocultaban carreteras y caminos, los cuales se encontraban hundidos bajo el nivel de los prados. Los bancales tenían uno o dos metros de alto, sobre los cuales crecían densos setos y árboles en un momento del año en que estos presentaban mayor espesura y follaje. Los muros de piedra que configuraban estos bancales podían resistir muy bien el fuego de artillería. La difícil visibilidad en la distancia hacía complicado mantener contacto con otras compañías de carros de combate o infantería. La media en Normandía era de 14 setos por kilómetro, los cuales tenían que ser capturados uno a uno. Tan pronto como tanques e infantería salían al descubierto se producían grandes pérdidas.

### Tácticas de defensa
Siguiendo las órdenes de Hitler de combatir tan cerca como fuera posible de la costa, el Oberstgruppenführer Hausser concentró a sus fuerzas, obligando a los estadounidenses a pelear por cada palmo de terreno. Su idea consistía en ofrecer resistencia en un frente estrecho con una pequeña parte de sus fuerzas, empleando las reservas en flanquear al enemigo.
La red de bancales proveía de trincheras naturales listas para usar por los defensores alemanes. Los setos se protegían mutuamente y constituían arterias de comunicación. La primera línea de defensa consistía en una serie de pequeñas fincas interconectadas entre sí. Pequeños destacamentos defendían las fincas y los bocages adyacentes. La estrategia defensiva alemana consistió en convertir cada bocage en un bastión mediante la combinación de fuego de ametralladoras pesadas y ligeras, amén de fuego de mortero y armas antitanque. La combinación de fuego directo e indirecto resultó especialmente eficaz para detener el avance estadounidense. Unas estrechas trincheras cavadas detrás de los setos protegían a los alemanes del fuego de mortero y artillería estadounidense.
Acechando tras pantallas de hojarasca se situaban los cañones anticarro, los cañones autopropulsados y tanques enterrados, cubiertos por una red de nidos de ametralladoras y una red de fuego de artillería y morteros.

### Tácticas de ataque
Si bien el mando estadounidense no desconocía la naturaleza del terreno, los oficiales no se molestaron en examinar el terreno en profundidad y en preparar a sus tropas para ese tipo de combate. Las tácticas de ataque de la infantería estadounidense se revelaron completamente ineficaces en aquel tipo de terreno.
Por lo general los ataques empleaban las carreteras como ejes de avance para que así los vehículos pudieran cooperar con su fuego, suministrar municiones y retirar las bajas.

#### Infantería
Apenas los infantes atravesaban la vegetación del bocage, quedaban expuestos al fuego alemán, siendo muy difícil la progresión. El empleo de morteros a distancias de menos de 300 metros provocaba bajas por fuego amigo.
La densa vegetación hacía imposible el uso de armas pesadas por falta de visibilidad. A ello se añadía la falta de agresividad de la infantería estadounidense, cuya táctica consistía en localizar al enemigo y solicitar apoyo aéreo o artillero para desalojarlo de sus posiciones.
El control y mando de las unidades también se vio afectado por los bocages, que impedían la comunicación entre unidades y forzaban la concentración de infantería en determinadas zonas, facilitando el trabajo de los defensores.

#### Blindados
Las unidades blindadas estadounidenses eran incapaces de atravesar los bocages. Los primeros tanques M4 Sherman intentaron embestir los setos para abrirse camino y quedaron volteados sobre sí mismo. En el caso de los setos más pequeños, los tanques estadounidenses quedaban atrapados por la panza con sus armas apuntando al cielo, facilitando el ataque de los infantes alemanes por los flancos o la desguarnecida panza. De ese modo, los tanques permanecían en los caminos o carreteras, cayendo en las trampas de las armas antitanque alemanas. A ello había que unir la falta de coordinación con la infantería estadounidense, dejando a los tanques expuestos ante la infantería alemana.

## Tácticas de prueba y error
El primero de los problemas de los estadounidenses consistió en mejorar la coordinación entre la infantería y los blindados. Sin embargo, la dificultad técnica que los tanques tenían para atravesar los bocages fue abordada de varios modos.
El general Bradley solicitó aumentar el número de tanques especializados en demoler obstáculos, equipados con una pala similar a la de un buldócer. Por lo normal, un batallón de tanques apenas disponía de cuatro de ellos equipados con pala. Sin embargo, dichos suministros iban a tardar en llegar. La urgencia de la situación hizo que se buscasen soluciones improvisadas para mejorar la maniobrabilidad de los tanques.
Por un lado, los soldados del Cuerpo de Ingenieros realizaron pruebas para demoler los setos por medio de explosivos depositados en su base. La gran cantidad de explosivos necesaria y los problemas logísticos derivados, hicieron que se buscasen métodos para enterrarlos y así aumentar su eficacia, disminuyendo la cantidad de explosivo que habría de emplearse. Enterrarlos a mano se hacía virtualmente imposible, con lo que el teniente coronel Ploger del 747.º Batallón de Tanques desarrolló un sistema para enterrar los explosivos soldando trozos de tubería a los tanques, que los clavaban sobre la base de los bocages. Si bien el sistema se mostró altamente efectivo y el Batallón equipó gran cantidad de tanques con dicho dispositivo, los alemanes pronto aprendieron a concentrar el fuego en los agujeros abiertos por las explosiones, perdiéndose el elemento sorpresa.
Durante los experimentos realizados con los tubos, se observó que algunos tanques lograban arrancar parte de los setos por medio de los tubos. El teniente primero Charles B. Green del 747.º Batallón de Tanques inventó un dispositivo mediante el uso de rieles de ferrocarril soldados a la parte frontal de los tanques. Dicho sistema probó ser eficaz en combate y la mayoría de los tanques del batallón quedó equipado con el mismo.
A finales de junio, las unidades del primer ejército habían desarrollado varios sistemas para atravesar los bocages, siendo el más famoso de ellos el del sargento Curtis G. Culin del 102.º Escuadrón de Reconocimiento de Caballería de la Guardia Nacional. Este tuvo la idea de aprovechar las defensas antitanque que los alemanes habían plantado en las playas de Normandía para incorporarlas a la parte frontal de su tanque M4 Sherman. Se trataba de un conjunto de dientes de retroexcavadora montados en el morro del carro de combate que le permitían abrir un sendero por entre el bancal de tierra coronado de setos, consiguiendo así una cierta movilidad. El tanque así equipado mostró ser un arma tan eficaz para atravesar los bocages, que el general Bradley solicitó su incorporación a todos los tanques posibles de su Ejército. Antes de la Operación Cobra, el 60 % de los tanques del Primer Ejército estaba equipado con el dispositivo, recibiendo el sobrenombre de Tanques Rino.

## Resultado
Si bien la infantería estadounidense logró ser contenida en los combates durante casi dos meses, perdiendo gran cantidad de hombres, sí pudo superar sus fallos iniciales. La infantería ganó en capacidad de decisión y maniobrabilidad en combate cercano y mejoró su coordinación con las unidades de blindados.
Por su parte, los alemanes perdieron una gran cantidad de hombres durante los combates, en especial unidades ya veteranas. Dichas unidades no pudieron ser reemplazadas más que en una pequeña parte.

## Fuerzas

### Estadounidenses
- Primer Ejército de Estados Unidos
  - V Cuerpo (general de división Leonard T. Gerow)
    - 1.ª División de Infantería
    - 2.ª División de Infantería
    - 2.ª División Blindada

  - VII Cuerpo (general de división J. Lawton Collins)
    - 4.ª División de Infantería
    - 9.ª División de Infantería
    - 83.ª División de Infantería

  - VIII Cuerpo (general de división Troy H. Middleton)
    - 82.ª División Aerotransportada
    - 79.ª División de Infantería
    - 90.ª División de Infantería
    - 8.ª División de Infantería (se suponía que iba a sustituir a la 82.ª)

  - XIX Cuerpo (general de división Charles H. Cortlett)
    - 29.ª División de Infantería
    - 30.ª División de Infantería
    - 35.ª División de Infantería
    - 3.ª División Blindada (algunos elementos)

### Alemanas
- 7.º Ejército alemán (Oberstgruppenführer Paul Hausser)
  - LXXXIV Cuerpo (Generalmajor Erich Marcks)
  - II Cuerpo Paracaidista ()